# Club León
Der Club León ist ein mexikanischer Fußballverein aus León im Bundesstaat Guanajuato.
Der Club León hat mehrfach die mexikanische  Meisterschaft und den Pokal gewonnen. Größter internationaler Erfolg war der Gewinn der CONCACAF Champions Cup 2023.
Gespielt wird im Estadio León, bekannter unter seiner inoffiziellen Bezeichnung Estadio Nou Camp, mit einer Kapazität von 33.943 Zuschauerplätzen.

## Geschichte
Die Entstehungsgeschichte des Vereins ist äußerst ungewöhnlich und verrät zugleich, weshalb er von seinem bedeutendsten und älteren Stadtrivalen, Unión de Curtidores, stets angefeindet wurde.
Weil dieser Verein sich nämlich auf regionaler Ebene einen guten Ruf erworben hatte, bewarb die Stadt León sich um Aufnahme einer Mannschaft für die zweite Saison der noch jungen Profiliga. Diese Mannschaft sollte aus Auswahlspielern von ganz Guanajuato und schwerpunktmäßig aus Spielern von UC bestehen und unter dem Namen Union-León der Profiliga beitreten. Nachdem diese Mannschaft im Pokalturnier 1944 gegen die Erstligisten Atlas und CD Guadalajara herbe Niederlagen bezogen hatte, wichen die Fußballfunktionäre in León von ihrem ursprünglichen Vorhaben ab. Umgehend wurden professionelle Bedingungen geschaffen und mehrere argentinische Spieler verpflichtet. Auf diese Weise entstand der Club León, der den Spielbetrieb in der Primera División 1944/45 aufnahm.
Der neu gegründete (bzw. aus Sicht der alten UC-Fans „künstlich geschaffene“) Verein hatte mit seiner Einkaufspolitik die richtige Mischung für die neu aufgestellte Mannschaft gefunden, denn der Aufsteiger beendete die erste Saison in der Profiliga mit einem beachtlichen vierten Platz. Auch in den nächsten Jahren setzte der Verein auf Legionäre aus Argentinien und verpflichtete zudem Mexikos spätere Torwartlegende Antonio Carbajal, der als erster Spieler an fünf WM-Turnieren (zwischen 1950 und 1966) teilgenommen hatte. Die Mannschaft steigerte sich in jedem Jahr. Nach einem dritten Platz in der Saison 1945/46 und der Vizemeisterschaft des Jahres 1947 folgte 1948 der erste Meistertitel, der 1949 sogar verteidigt werden konnte. Zwei weitere Meisterschaften folgten 1952 und 1956. Es steht daher ohne jeden Zweifel fest, dass León die Topmannschaft dieses Jahrzehnts (der späten 1940er und der frühen 1950er Jahre) in Mexiko war.
In den 1960er und 1970er Jahren bewegte sich León nahezu konstant im Mittelfeld der Tabelle, dabei sogar häufiger in der oberen Hälfte. Positiv herausragend waren die beiden Spielzeiten 1972/73 und 1974/75, als León sich jeweils die Vizemeisterschaft sichern konnte.
Von größter Brisanz war dabei der Meisterschaftsendkampf in der Saison 1974/75. Dieser wurde in jenem Jahr nämlich im Anschluss an die eigentliche Saison in Gruppenspielen ausgetragen, für die sich die vier bestplatzierten Mannschaften qualifiziert hatten. Das Pikante dabei: Unión de Curtidores – jener Verein, dessen Erstligaplatz damals vom Club León „gestohlen“ wurde –, war 1974 selbst (erstmals überhaupt) in die Primera División aufgestiegen und hatte sich auf Anhieb ebenfalls für die Endrunde qualifiziert. Die Folge davon war, dass es in jener Saison gleich vier knisternde Stadtderbys gab, die sowohl auf den Rängen als auch auf dem Rasen beinahe an einen Bürgerkrieg erinnerten. Für den seit der Gründung des Club León zum sportlichen Underdog abgestiegenen Club Unión de Curtidores war es schließlich eine große Genugtuung, dem ungeliebten Rivalen wenigstens die Meisterschaft verdorben zu haben. Denn León konnte sich in den Derbys gegen UC nicht durchsetzen (0:1 und 0:0) und verpasste dadurch den Titelgewinn wegen eines einzigen Punktes in der Endabrechnung gegenüber Toluca, das seinerseits beide Spiele gegen UC gewann.
In den 1980er Jahren geriet der Verein in finanzielle Turbulenzen, die Spielerverkäufe und Entlassungen nach sich zogen. Es war ein schleichender Prozess, der 1987 in den Abstieg mündete. Es dauerte drei Jahre, bis der Wiederaufstieg gelang. In den 1990er Jahren knüpfte der Verein gelegentlich an seine erfolgreiche Vergangenheit an und gewann 1992 seinen fünften Meistertitel. Im darauf folgenden CONCACAF Champions Cup stieß León bis ins Finale vor, wo man aber gegen Deportivo Saprissa unterlag. In der einheimischen Meisterschaftsrunde qualifizierte man sich immerhin für das Halbfinale, scheiterte dort aber gegen den späteren Meister Atlante.
Die bisher letzte Vizemeisterschaft datiert aus der Saison 1997/98. In der Apertura hatte León sich als punktbestes Team dieser Runde für die Play-offs qualifiziert, in denen man sich gegen die Toros Neza (0:1 und 6:3) und den Club América (0:1 und 3:1) durchsetzen konnte. Doch in den Finalspielen gegen Cruz Azul unterlag man etwas unglücklich durch ein „Golden Goal“, nachdem die reguläre Spielzeit 0:0 (Hinspiel 1:1) geendet hatte.
Nach einem weiteren Abstieg am Ende der Saison 2001/02 verbrachte León zehn Jahre in der zweiten Liga, ehe am Ende der Saison 2011/12 die lang ersehnte Rückkehr ins Fußballoberhaus gelang. In der Saison 2013/14 gewann León sowohl in der Apertura als auch in der Clausura die mexikanische Meisterschaft.

### Die Meistermannschaften
Die 8 Meistertitel der Vereinsgeschichte wurden von folgenden Spielern gewonnen:
- Saison 1947/48: Eugenio Arenaza, José Cruz Martínez – Raúl Varela, Antonio Battaglia, Alfonso Montemayor, Abel Ramírez, Moisés Ayala, Cirilo García – Alfredo Costa, Antonio Muñiz, Guillermo Flores, Marcos Aurelio, Edmundo Manzotti, Luis Luna – Chancharras Pérez, Rodolfo Moncada, Adalberto López, Ángel „Che“ Fernández, Faustino Padilla, Jaime Moncada.[2]
- Saison 1948/49: Eugenio Arenaza – Raúl Varela, Antonio Battaglia, Alfonso Montemayor, Alfredo Costa – Guillermo Flores, Antonio Muñiz, Luis Luna – Edmundo Manzotti, Adalberto López, Chancharras Pérez. Außerdem im Kader: Genaro Ciénega, Conrado Muñiz, Arturo Orozco, Ignacio Orozco, Florencio Quiroz, Jesús Quiroz, Abel Ramírez, Fidel Villalobos.[3]
- Saison 1951/52: Antonio Carbajal – Raúl Varela, Antonio Battaglia, Alfonso Montemayor – Saturnino Martínez, Alfredo Costa – Sergio Bravo, José Luis Molina, Marcos Aurelio – Leonel Boza, Luis Luna. Außerdem im Kader: Enrique González López.
- Saison 1955/56: Antonio Carbajal – Óscar Nova, Miguel Gutiérrez, José Luis Molina – Alfredo Hernández, Jorge Marik – Sergio Bravo, Mateo de la Tijera, Oswaldo Martinolli – Leonel Boza, Luis Luna (auch im Kader: Alfredo Bocanegra, Mauro Franco)
- Saison 1991/92: Luis Martín Ferreira, Alejandro Murillo, Leonel Ortiz, Adrián Martínez – Guadalupe Castañeda, Edgardo Fuentes, Carlos Turrubiates, Humberto González, Ricardo Rayas, Sergio Martínez, Roberto García Reza, Ricardo Martínez, Benedicto Bravo, Juan Andrade – José Alfredo Murguía, Alberto Coyote, Martín Peña, Milton Queiroz, Marco Antonio Benatto "Marquinho", Marco Fabián, Tomás Jaime López, Martín Castañeda, Ricardo Enriquez, Víctor García Reza – Francisco Uribe, Zé Roberto, Roberto Carlos Segoviano, José Roberto Muñiz
- Apertura 2013: William Paul Yarbrough – Jonny Magallón, Juan Ignacio González, Edwin Hernández, Rafael Márquez, Fernando Navarro Morán, Onay Pineda, Arturo Ortiz, Luis Antonio Delgado, Juan Carlos Pineda – José Juan Vázquez, Hernán Darío Burbano, Carlos Alberto Peña, Elías Hernández, Eisner Iván Loboa, Luis Montes, Aldo Rocha – Matías Britos, Mauro Boselli, Franco Faustino Arizala, Mauricio Castañeda, Jorge Calderón[4]
- Clausura 2014: William Paul Yarbrough, Christian Martínez – Juan Ignacio González, Jonny Magallón, Edwin Hernández, Rafael Márquez, Fernando Navarro Morán, Luis Antonio Delgado, Juan Carlos Pineda, Arturo Ortiz, Cristian Torres, Juan Manuel Flores – José Juan Vázquez, Carlos Alberto Peña, José María Cárdenas, Luis Montes, Eisner Iván Loboa, Elías Hernández, Aldo Rocha, Luis Miguel Franco, Dennis Flores, Miguel Palafox, Oscar Eduardo Suárez – Mauro Boselli, Franco Faustino Arizala, Miguel Sabah, Nelson Sebastián Maz, Matías Britos, Mauricio Castañeda, Jorge Calderón[4]
- Apertura 2020: Rodolfo Cota, Alfonso Blanco Antúnez – William José Tesilo, Fernando Navarro Morán, Osvaldo Rodríguez de Portal, Andrés Mosquera, Juan Ignacio González, Gil Burón – Luis Montes, Jaine Barreiro, Pedro Aquino, José David Ramírez, José Iván Rodríguez, Yairo Moreno, Jesse Zamudio, Fidel Ambríz – Ángel Mena, Emmanuel Gigliotti, Jean Meneses, Joel Campbell, Nicolás Sosa, Armando León, José de Jesús Godínez, Iván Ochoa[4]

## Aktueller Kader 2024/25
Stand: 19. Januar 2025
| Nr. |             | Position | Name            |
| --- | ----------- | -------- | --------------- |
| 1   | Mexiko      | TW       | Alfonso Blanco  |
| 12  | Mexiko      | TW       | Óscar Jiménez   |
| 23  | Mexiko      | TW       | Óscar García    |
| 2   | Mexiko      | AB       | Mauricio Isaís  |
| 7   | Mexiko      | AB       | Iván Moreno     |
| 21  | Kolumbien   | AB       | Stiven Barreiro |
| 22  | Argentinien | AB       | Adonis Frías    |
| 25  | Mexiko      | AB       | Paul Bellón     |
| 26  | Mexiko      | AB       | Salvador Reyes  |
| 28  | Mexiko      | AB       | David Ramírez   |
| 32  | Mexiko      | AB       | Luis Cervantes  |
| 34  | Mexiko      | AB       | Víctor Barajas  |
| 35  | Mexiko      | AB       | Diego Luna      |
| 10  | Kolumbien   | MF       | James Rodríguez |
| 18  | Mexiko      | MF       | Andrés Guardado |

| Nr. |             | Position | Name              |
| --- | ----------- | -------- | ----------------- |
| 27  | Mexiko      | MF       | Ángel Estrada     |
| 30  | Uruguay     | MF       | Gonzalo Nápoli    |
| 31  | Mexiko      | MF       | Sebastián Santos  |
|     | Uruguay     | MF       | Nicolás Fonseca   |
|     | Mexiko      | MF       | Sebastián Fierro  |
| 11  | Kolumbien   | ST       | Stiven Mendoza    |
| 14  | Mexiko      | ST       | Ettson Ayón       |
| 15  | Kolumbien   | ST       | Edgar Guerra      |
| 17  | Mexiko      | ST       | Daniel Hernández  |
| 19  | Uruguay     | ST       | Diego Hernández   |
| 29  | Venezuela   | ST       | Jhonder Cádiz     |
| 33  | Mexiko      | ST       | Héctor Uribe      |
|     | Uruguay     | ST       | Federico Martínez |
|     | Mexiko      | ST       | Carlos Cisneros   |
|     | Argentinien | ST       | Emiliano Rigoni   |

## Erfolge
- Mexikanische Meisterschaft
  - 1948, 1949, 1952, 1956, 1992, Ape 2013, Cla 2014, Ape 2020
- Mexikanischer Pokal
  - 1949, 1958, 1967, 1971, 1972
- Mexikanischer Supercup
  - 1948, 1949, 1956, 1971, 1972
- CONCACAF Champions Cup
  - Sieger: 2023
  - Finalist: 1993

## Die „beste Elf aller Zeiten“
Die mexikanische Sportzeitung Récord hat folgendes „Dreamteam“ des Club León mit den wichtigsten Spielern in der Vereinsgeschichte der Esmeraldas ermittelt (die Jahreszahlen in Klammern beschreiben die Vereinszugehörigkeit):
Antonio Carbajal (1950–1956) – Guadalupe Castañeda (1990–1993), Antonio Battaglia (1944–1952), Héctor Santoyo (1972–1975), Jorge Marik (1955–1956) – Jorge „Tarzán“ Davino (1970–1974), Rafael „Chepe“ Chávez (1969–1975), Manuel „Pachuco“ López (1960er Jahre) – Milton „Tita“ Queiroz (1990–1994), Adalberto „Dumbo“ López (1946–1950), Concepción Rodríguez (1976–1984).

### Weitere Spieler
- Jaime Rodríguez (1982–1987)
- Evanivaldo Castro (1984–1985)
- Marcelo Balboa (1994–1995)
- Flavio Davino (1997–1998)
- Hernán Medford (1997–2000)
- Eric Wynalda (1999)

## Trainer
- Sebastião Lazaroni (1993–1994)
- Juan Antonio Pizzi (2014–2016)

## Fans
Die bedeutendste Fanorganisation des Vereins nennt sich Los de Arriba.